# Дерезуватська сільська рада
| Дерезуватська сільська рада — колишній орган місцевого самоврядування у Синельниківському районі Дніпропетровської області з адміністративним центром у с. Дерезувате. Сільській раді були підпорядковані населені пункти: - с. Дерезувате - с. Дороге - с. Лугове - с-ще Степове - с. Широкосмоленка |

## Склад ради
Рада складалася з 16 депутатів та голови.

## Керівний склад сільської ради
| ПІБ                          | Основні відомості                                                                     | Дата обрання | Дата звільнення |
| ---------------------------- | ------------------------------------------------------------------------------------- | ------------ | --------------- |
| Позднякова Тетяна Григорівна | Сільський голова, 1961 року народження, освіта, позапартійна                          | 26.03.2006   | 31.10.2010      |
| Познякова Тетяна Григорівна  | Сільський голова, 1961 року народження, освіта середня загальна, член Партії регіонів | 31.10.2010   |                 |

Примітка: таблиця складена за даними джерела